# Бобыли (Фалёнский район)
Бобыли — деревня в Фалёнском районе Кировской области. 

## География
Находится на правом берегу реки Чепца на расстоянии примерно 8 километров по прямой на восток-северо-восток от районного центра поселка Фалёнки.

## История
Деревня известна с XVII века, образовалась через некоторое время после основания Верхочепецкого Крестовоздвиженского монастыря в  1607 году. В 1678 году учтено 7 дворов, в 1719 24 жителя мужского пола, в 1763 году 83 жителя. В 1873 году отмечено дворов 14 и жителей 168, в 1905 28 и 213, в 1926 42 и 254, в 1950 41 и 130 соответственно. В 1931 году был образован колхоз «Красная сопка». В 1989 году учтено 27 жителей. К 2013 году в деревне остался один коренной житель и летом приезжают дачники. До 2020 года входила в Фалёнское городское поселение, ныне непосредственно в составе Фалёнского района.

## Население
Постоянное население  составляло 10 человек (русские 100%) в 2002 году, 1 в 2010.